# Hirtelbach (Kainach)
Der Hirtelbach ist ein rund 1,4 Kilometer langer, linker Nebenfluss der Kainach in der Steiermark.

## Verlauf
Der Hirtelbach entsteht im nördlichen Teil der Gemeinde Kainach bei Voitsberg, im Nordosten der Katastralgemeinde Gallmannsegg und nördlich der Ortschaft Gallmannsegg am südlichen Hang des Dornerkogels, nordöstlich des Hofes Hirtel und nördlich der Hubertuskapelle. Er fließt zuerst relativ gerade nach Südwesten, ehe beim Hof Hirtel der Ochsenleckenbach von rechts kommend in ihn mündet und der Hirtelbach auf einen relativ geraden Südsüdwestkurs einschwenkt, welchen er bis zu seiner Mündung beibehält. Nördlich von Gallmannsegg mündet er in die Kainach, die danach geradeaus weiterfließt. Auf seinen Lauf nimmt der Hirtelbach den Ochsenleckenbach sowie einen weiteren unbenannten Wasserlauf auf.